# Хименес, Мильтон
Мильтон Хименес (исп. Milton Giménez; род. 12 августа 1996, Grand Bourg, Буэнос-Айрес) — аргентинский футболист, нападающий клуба «Бока Хуниорс». 

## Клубная карьера
Хименес — воспитанник клубов «Депортиво Арменио» и «Атланта». 8 ноября 2014 года в матче против «Тристан Суарес» он дебютировал в Примера B Метрополитана в составе последнего. В 2017 году Мильтон на правах аренды выступал за «Феррокаррил Мидланд». По окончании аренды он вернулся в «Атланту». 4 декабря в поединке против «Комуникансьонес» Мильтон забил свой первый гол за клуб. В 2019 году Хименес на правах аренды выступал за «Комуникасьонес». В 2020 году Мильтон вернулся в «Атланту». 28 ноября в матче против «Платенсе» он дебютировал в Примера B Насьональ.
В 2021 году Хименес перешёл в «Сентраль Кордова». 22 февраля в матче против «Атлетико Тукуман» он дебютировал в аргентинской Примере. В этом же поединке Мильтон забил свой первый гол за «Сентраль Кордова». 
В начале 2022 году Хименес перешёл в мексиканскую Некаксу. 16 апреля в матче против «Атлетико Сан-Луис» он дебютировал в мексиканкой Примере. В этом же поединке Мильтон сделал «дубль», забив свои первые голы за «Некаксу». В начале 2023 года Хименес на правах аренды перешёл в «Банфилд». 19 февраля в матче против «Ньюэллс Олд Бойз» он дебютировал за новую команду. 8 апреля в поединке против «Велес Сарсфилд» Мильтон забил свой первый гол за «Банфилд». По окончании аренды клуб выкупил трансфер игрока. 